# Ferdinando Galimberti
Ferdinando Galimberti auch Gallimberto oder Galinberti (* um 1700 in Mailand; † um 1751) war ein italienischer Komponist, Geiger und Musikpädagoge.

## Leben und Wirken
Die genauen Geburtsdaten von Ferdinando Galimberti sind unbekannt, der Geburtsort wird in Quellen mit Mailand angegeben. Anhaltspunkte für seine musikalische Tätigkeit gibt es im Zeitraum zwischen 1725 und 1751. So war er in Mailand zwischen 1740 und 1742 Violin-Lehrer des Schweizer Komponisten Franz Joseph Leonti Meyer von Schauensee. Er war ein geschätzter Komponist der Scuola Sinfonica Milanese und gehörte zu einem Kreis von Komponisten um Giovanni Battista Sammartini, welcher einer der Hauptvertreter der italienischen Frühklassik in der ersten Hälfte des 18. Jahrhunderts war und prägenden Einfluss auf die weitere Entwicklung der klassischen Sinfonie und vieler junger Komponisten aus anderen europäischen Ländern hatte, u. a. Christoph Willibald Gluck, Christian Cannabich und Wolfgang Amadeus Mozart.
Galimbertis Tod im Jahre 1751 wird mit Aufzeichnungen im Schweizer Kloster Einsiedeln belegt durch die schriftliche Dokumentation eines Ankaufs von liturgischen Kompositionen aus seinem Nachlass.

## Werke (Auswahl)

### Geistliche Musik für Soli, Chor und Orchester
- Agnus dei in g-Moll
- Benedictus dominus deus meus in  G-Dur
- Christe eleison in d-Moll
- Confitebor in G-Dur
- Cum sancto spiritu in D-Dur
- Credo in G-Dur und D-Dur
- Dies irae in c-Moll
- Domine ad adjuvandum in D-Dur und F-Dur
- Gloria in G-Dur, D-Dur, F-Dur und Es-Dur
- Gracias agimus in G-Dur
- Kyrie in D-Dur und F-Dur
- Laetatus sum in F-Dur
- Laudamus te in D-Dur
- Magnificat in F-Dur, Es-Dur, g-Moll und d-Moll
- Miserere in B-Dur und Es-Dur
- Nisi dominus in G-Dur
- Salve regina in G-Dur und F-Dur
- Sancti et justi in G-Dur
- Tantum ergo in C-Dur
- Qui sedes D-Dur
- Messen

(Quelle:)

### Sinfonien und Kammermusik
- Sinfonien in A-Dur, B-Dur und Es-Dur
- Konzerte in A-Dur und F-Dur
- Ouvertüren in C-Dur, G-Dur, D-Dur, A-Dur, F-Dur, Es-Dur und g-Moll
- Marsch in D-Dur
- Trio in A-Dur
- La baronessa amabile – Duett in F-Dur für 2 Stimmen, 2 Violinen und Orgel